# Cholula
Cholulaⓘ (Cholula de Rivadavia) – miasto w Meksyku położone w stanie Puebla. W indiańskim języku nahuatl miasto nosiło nazwę Cholöllan lub Chol-öl-tlan co oznacza "miejsce ucieczki, w którym spada woda".  Cholula jest położona 15 km na zachód od miasta Puebla na wysokości 2135 metrów nad poziomem morza i dzieli się na trzy jednostki administracyjne: Santa Isabel, San Andrés Cholula i San Pedro Cholula. San Pedro Cholula zamieszkuje ok. 100 tys. ludzi, San Andrés Cholula liczy 50 tys. mieszkańców. Santa Isabel ma natomiast charakter bardziej rolniczy.
Cholula słynie głównie z położonej w jej granicach Wielkiej Piramidy, która jest największą objętościowo strukturą jaką kiedykolwiek wybudował człowiek. Jedno z podań głosi, że piramida ta została wybudowana jako ratunek przed mogącym się powtórzyć  kataklizmem. Inna wersja głosiła, że budowlę wzniósł władca olbrzymów Xelhua chcąc dotrzeć do nieba i strącić bogów. Jednak Tezcatlipoca rozbił ich piorunami. Wierzono, że wyłamanie kamieni z piramidy doprowadzi do błyskawicznej powodzi.
Obecnie miasto jako część obszaru metropolitarnego Puebli jest ośrodkiem "nocnego życia". W jego centrum znajdują się liczne bary i restauracje.

## Historia

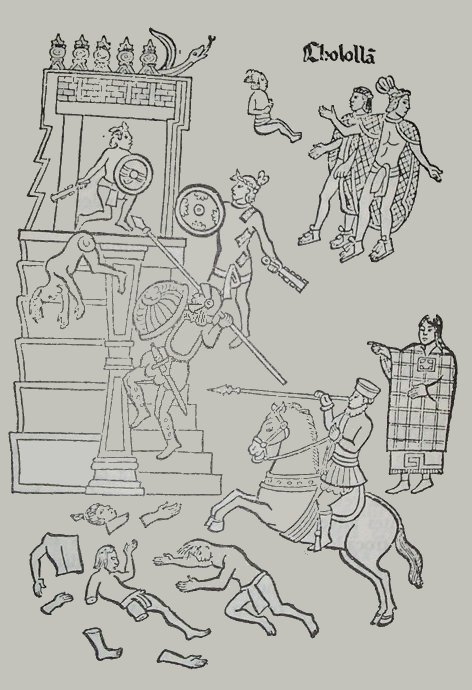
Rzeź w Choluli

Cholula była ważnym ośrodkiem cywilizacji prekolumbijskiej, który istniał już około 200 lat p.n.e. (jako wioska istniała co najmniej kilka tysięcy lat wcześniej). W okresie istnienia imperium azteckiego była drugą po Tenochtitlánie największą metropolią ich państwa.
W chwili przybycia Hiszpanów do Meksyku miasto liczyło prawdopodobnie około 100 tys. mieszkańców, a w jego granicach znajdowało się 365 budynków o charakterze sakralnym. W 1519 r. Cortés, dowiedziawszy się o spisku przeciwko Hiszpanom, chcąc sterroryzować Azteków nakazał spacyfikowanie Choluli, w której doszło do straszliwej rzezi tysięcy nieuzbrojonych ludzi. Po masakrze miasto zostało w części spalone.
W okresie panowania Hiszpanów wybudowano tu kilkadziesiąt kościołów (Cortés domagał się zastąpienia pogańskich świątyń chrześcijańskimi), co wydaje się zbyt dużą liczbą na tak małe miasto.

## Podania
Według podań Quetzalcoatl sprzeciwiający się ofiarom z ludzi został zmuszony do opuszczenia Tuli przez bóstwo zła, ciemności i zemsty – Tezcatlipocę (Dymiące Zwierciadło) i jego ludzi. Udał się wraz ze swoimi zwolennikami do Choluli, gdzie nauczał przez dwadzieścia lat. Opuścił to miasto w towarzystwie czterech najoddańszych uczniów, którym następnie nakazał wrócić do miasta, rządzić i głosić jego naukę dopóki nie powróci.

## Prezydenci miasta
- 1972-1975: Juan Blanca Espinosa
- 1975: Filemón Pérez Cazares
- 1975-1978: Dolores Tlacuilo Roldán
- 1978-1981: Ramón Blanca García
- 1981-1984: Esaú Pérez Xique
- 1984-1987: Francisco Covarrubias Salvatori
- 1987-1990: José Eloy Jiménez Espinosa
- 1990-1993: Francisco Miguel Blanca García
- 1993-1996: Alfredo Toxqui Fernández de Lara
- 1996-1999: Arturo Saltiel Carranco Blanca
- 1999-2002: Francisco Castillo Castillo
- 2002-2004: Alejandro Oaxaca Carreón
- 2004-2005: José Aurelio Antonio Pérez Castañeda
- 2005-2008: Juan Pablo Jiménez Concha

## Galeria

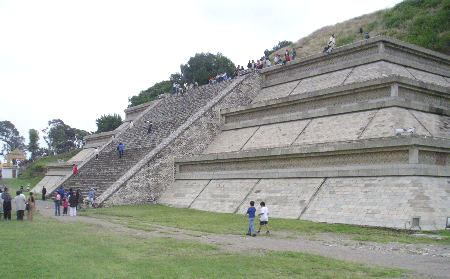
Odrestaurowana część piramidy
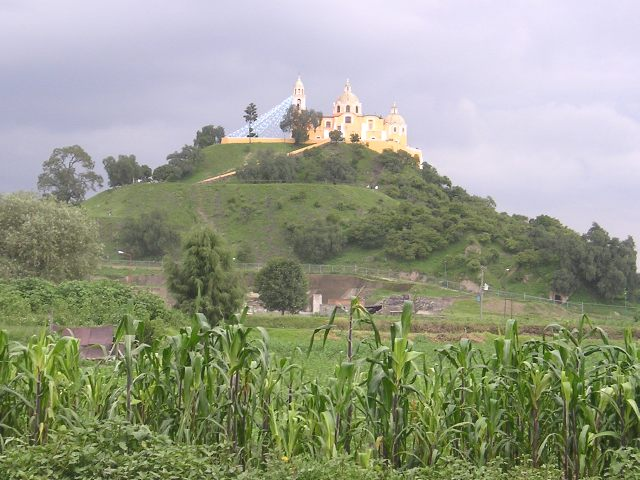
Rzymskokatolicki kościół Nuestra Señora de los Remedios wybudowany na szczycie dawnej Wielkiej Piramidy
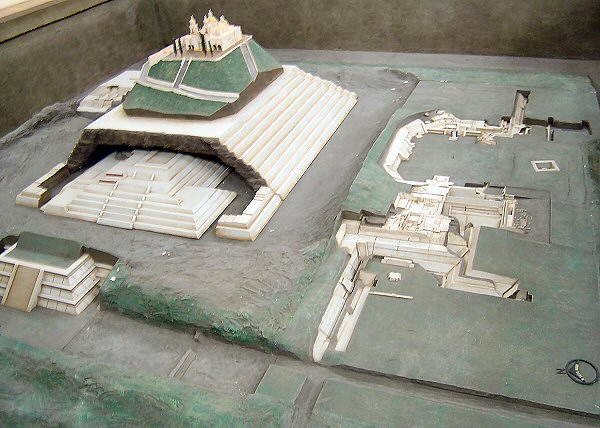
Model Wielkiej Piramidy z Choluli znajdujący się w muzeum
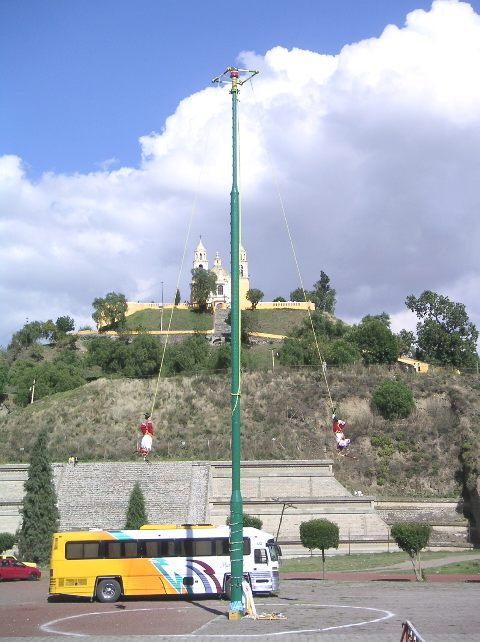
Odsłonięta część Wielkiej Piramidy
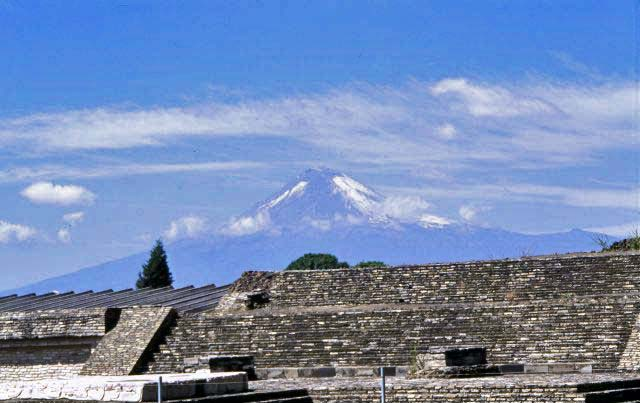
Wielka Piramida z Choluli. Wulkan Popocatépetl w tle
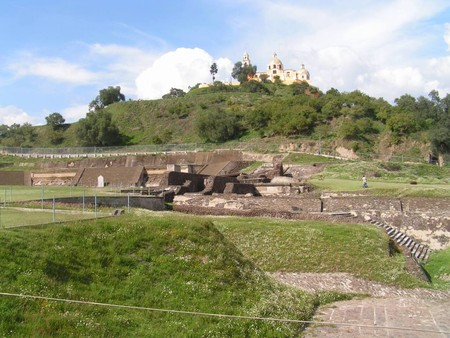
Wielka Piramida
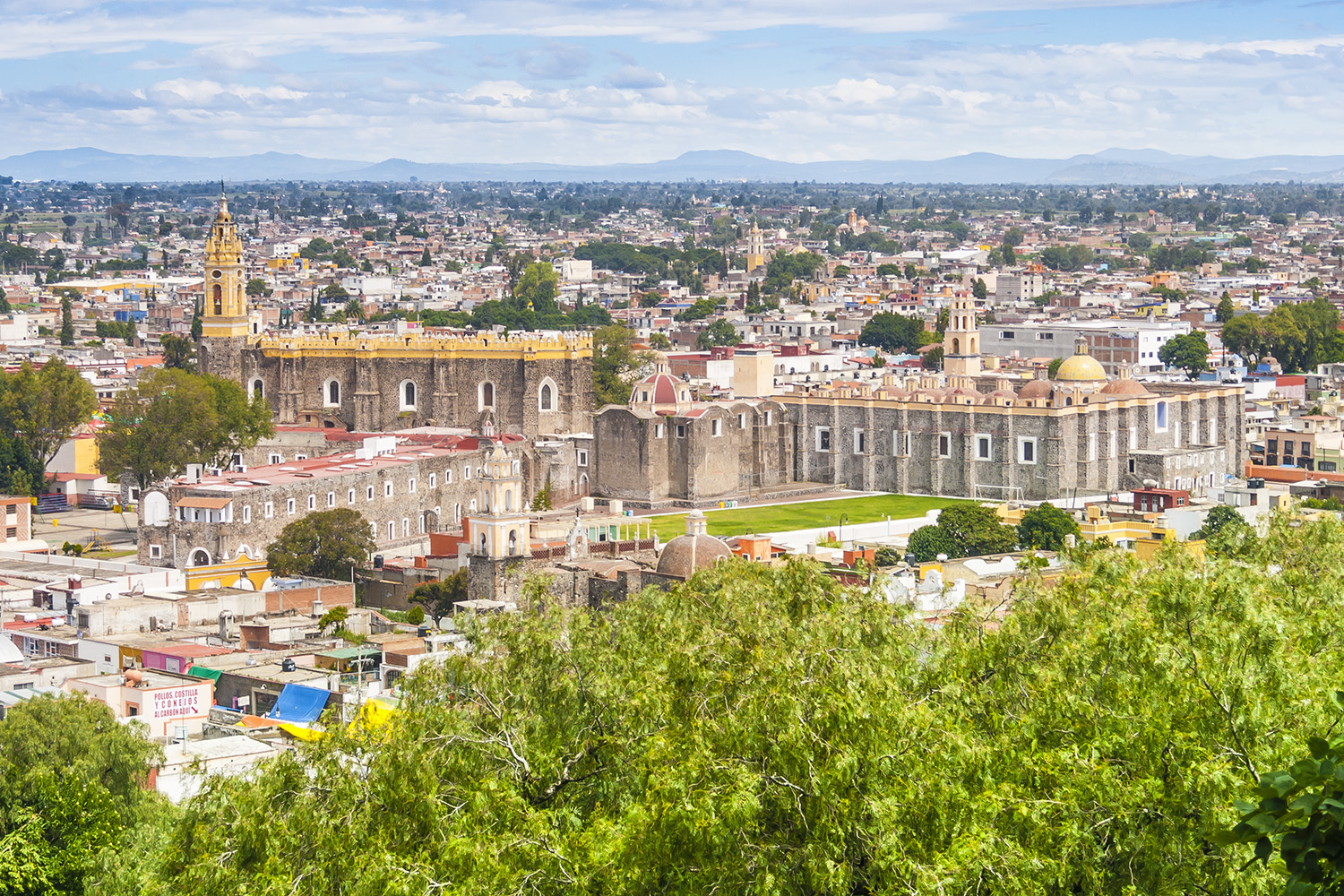
Cholula